# Katedralen i Durham

Durhams katedral (på engelska: Durham Cathedral) ligger i staden Durham i nordöstra England och är domkyrka i Durhams stift. Katedralen invigdes 1093 och anses idag vara ett av de bästa exemplen på en katedral i normandisk stil i Europa. Den blev 1986, tillsammans med Durhams slott, uppsatt på Unescos världsarvslista.
Katedralen har 600-tals-helgonet Cuthbert av Lindisfarnes reliker och till dessa relaterade skatter, och de är utställda för allmän beskådan. Kvarlevorna av Beda venerabilis finns också i katedralen. Det är också möjligt att gå de 325 trappstegen upp till toppen av det 66 meter höga platta tornet över korsmitten. Härifrån kan man avnjuta en vacker vy över Durham och de omgivande områdena.
Katedralkören sjunger varje dag, utom måndagar, och vid särskilda tillfällen.
Biskoparna i Durham var mycket mäktiga furstbiskopar (på engelska prince bishop) fram till mitten av 1800-talet. Biskopsämbetet i Durham är än idag det fjärde mest betydelsefulla i Engelska kyrkans hierarki, och dagens skyltar för Durhams county har underrubriken "Land of the Prince Bishops" (Furstbiskoparnas land).

## Historia
Katedralen formgavs och byggdes under den förste furstbiskopen William av St Carilef. Byggnationen påbörjades år 1093. William dog 1135 innan bygget var klar, och ansvaret överlämnades därmed till hans efterträdare Ranulf Flambard. Den romanska kyrkobyggnaden är känd för sin helt normandiska interiör, inklusive ribbade valv i mittaket, med tvärgående valvbågar och flygande strävpelare. Dessa saker tycks vara föregångare till den gotiska arkitekturen i norra Frankrike ett par decennier senare, utan tvekan tack vare de ansvariga normandiska stenhuggarna. Byggnaden anses dock i sin helhet vara uppförd i romansk stil.
Sankt Cuthberts grav ligger i öster. En gång var det ett mycket välgjort monument tillverkat av grön marmor och guld, men Henrik VIII slog sönder graven år 1538, så idag återstår endast en modest stenkista. Två år senare, år 1540, upplöste Henrik VIII även det benediktinska munkklostret i Durham, klosterbyggnaderna är dock väl bevarade arkitektoniskt.
På 1100-talet lade biskop Hugh de Puiset till Gallilékapellet (Galilé Chapel) på västra sidan av katedralen, även känt som The Lady Chapel. Här finns kvarlevorna av den vördnadsvärde Beda.
William av St. Carilef, Ranulf Flambard och Hugh de Puiset är alla tre begravda i katedralens Chapter House, vilket ligger på andra sidan klosterbyggnaderna och daterar sig till år 1140.
1200-talet såg uppförandet av De nio altarens kapell (Chapel of the Nine Altars), på östra sidan av katedralen. Bygget påbörjades under Richard le Poore (1228-1237). Det har ett stort rosarött fönster, ursprungligen från 1500-talet och återskapat på 1700-talet. Här står även en senare ditsatt staty av William van Mildert, den siste furstbiskopen (1826-1836) och den drivande kraften bakom grundandet av Durhams universitet.
Centraltornet förstördes på denna tid av ett blixtnedslag, så dagens torn daterar sig till 1400-talet.
Än idag är katedralen säte för biskopen i Durham. Durhams stift ingår idag i Engelska kyrkan, den anglikanska statskyrkan i England.